# 灼熱の卓球娘
『灼熱の卓球娘』（しゃくねつのたっきゅうむすめ）は、朝野やぐらによる日本の漫画作品。『ジャンプSQ.19』（集英社）にて2014年1月号から2015年3月号まで掲載された後、同誌の休刊に伴い『週刊ヤングジャンプ』のウェブコミック無料配信サイト『となりのヤングジャンプ』へ移籍。第1話より雑誌掲載分を順に公開した後、2015年5月15日から2019年2月1日まで連載された。
番外編を『ジャンプスクエア』2015年5月号（単行本3巻に収録）、『週刊ヤングジャンプ』2016年45号（単行本5巻に収録）、『ジャンプスクエア』2017年6月号（単行本7巻に収録）にそれぞれ掲載。
テレビアニメ化され、2016年10月より12月まで放送された。
漫画は2023年2月24日より竹書房のウェブコミック無料配信サイト『ストーリアダッシュ』にて『灼熱の卓球娘 REBURN!!』（しゃくねつのたっきゅうむすめ リバーン）のタイトルで連載再開された。

## 連載の経緯・作風
元々作者の朝野は学生時代に卓球をやっており、スポーツもののマンガも好きだったが、いわゆる萌え系美少女の絵柄も好きなため、その両方をあわせればもっと面白くなると考え自分で描くことにし、『ジャンプSQ.19』2013年Vol.06に『卓球☆だいありー』のタイトルで読み切り形式にて掲載。これが好評だったため、『卓球☆だいありー』における登場人物の立ち位置や性格などが一部修正・変更された上で、改めて『灼熱の卓球娘』のタイトルで連載が開始された（『卓球☆だいありー』は単行本4巻に収録）。
『ジャンプSQ.19』の休刊後、連載は『となりのヤングジャンプ』へ移籍し、2019年2月まで連載された。この最終回では「第一部 完」となっており、朝野は自身のブログで、可能であれば続きを描きたいとたびたび記述していた。
その後2023年2月より『ストーリアダッシュ』にて、朝野の新連載という形で『灼熱のアイドル娘』のタイトルで掲載されたが、この話の後半には『灼熱の卓球娘』のキャラクターが登場しており、次回の第1話から『灼熱の卓球娘』第2シーズンとして、正式タイトル『灼熱の卓球娘 REBURN!!』が連載されるという形として発表された（『灼熱のアイドル娘』は『灼熱の卓球娘 REBURN!!』の第0話にあたる）。
作中に登場するキャラクターは萌え系美少女でギャグ要素もあるが、基本的には卓球の練習や試合などを題材にしている。またマンガ的な派手な描写もあるものの、各登場人物が使用する卓球の技術はほぼ実在するもので、その技術の説明も作中で細かく行われている。なお作中の大会は団体戦のみの描写で（全国中学校卓球大会のルールで、計6人がシングルス4戦、ダブルス1戦にそれぞれ出場）、個人戦は省略されている。

## あらすじ

### 灼熱の卓球娘

#### 1巻
女子中学卓球界で、全国大会9連覇の強豪校が、無名の学校に敗れる波乱が巻き起こる。そんな中、市立雀が原中学校の卓球部エースである上矢あがりは学校にて、転校生の旋風こよりに遭遇。こよりも前の学校で卓球部だったということで、雀が原中でも卓球部に入部する。
あがりは都大会ベスト8の記録を持っていたが、こよりは前の学校で県大会ベスト4の記録を持っており、雀が原中でも他の部員と勝負しては次々と負かし、注目を集める。やがて部ランキングベスト1の座をかけて、あがりとこよりの勝負が行われる。こよりに部の注目を奪われたことを面白く思っていなかったあがりだが、常に楽しそうにプレーするこよりを見るうち、勝つことに執着するあまり忘れていた卓球の楽しさを思い出して自分のプレーの幅を広げ、こよりをライバルと認める。楽しむことを第一に考えていたこよりも、全国大会を目指して真剣に戦うあがりに影響され、全国の強者と「ドキドキする」試合をしたいと、あがりと共に全国に行くことを望むようになる。
また部には、足の怪我で休部していた部長の後手キルカが復帰。やはり全国を目指す彼女の元、雀が原卓球部は本格的に全国大会へ向けて再始動する。

#### 2巻
全国大会へ向けての第一歩として、全国大会出場経験がある区立もず山中学校との練習試合が行われることになる。こよりの対戦相手は、もず山中を全国へ導いた強敵二重丸くるりだった。苦戦するこよりだが、以前の練習時にあがりに教えてもらったことをヒントに反撃する。
練習試合後、雀が原卓球部は合宿を行うことになり、もず山中との練習試合などで見つかった課題を元に、各選手は練習を行う。
合宿から学校に戻るとそこで待っていたのは、以前雀が原卓球部にいたが、こよりと入れ違うように転校し、現在は燕女学園にいる月ノ輪紅真深だった。紅真深はみんな、特にあがりの顔が見たかったというが、紅真深が雀が原にいたときにつけられなかった勝負の決着を求めるあがりに対し、もうあがりとは卓球で勝負しないと、紅真深は転校前と同じことを言って別れる。

#### 3巻–5巻
大会の地区予選が開始された。ストレート勝ちという好調な成績で勝ち上がっていった雀が原中団体戦メンバーは、地区予選決勝戦で燕女学園と対戦することになる。だが、第1試合で勢いを付けることを期待されていた雀が原の天下ハナビが敗北する。ハナビの親友で第2試合に出場した出雲ほくとは、ハナビのためにも勝って負けを帳消しにしようとしていたが、そのプレッシャーや対戦相手の手強さにより苦戦。だがハナビの声援により、合宿で特訓した成果を発揮して勝利する。第3試合のダブルスに出場したムネムネ（大宗夢音）とキルカのペアも、序盤は苦戦しているかに見えたが、キルカの作戦とテクニック、ムネムネの強打により勝利する。
第4試合は紅真深が避けていた、あがりと紅真深の試合となった。あがりは紅真深に、こよりとの出会いなどで成長した自分を見せ、先行する。だが紅真深が本当の力を隠していることを以前から感じていたあがりは、紅真深に全力を出すよう求める。やがて紅真深は、雀が原にいたときには隠していた本性を見せ始める。

#### 6巻
紅真深はそれまでの防御的な戦い方から、超攻撃的な戦い方に切り替え、ついていけないあがりは逆転され、さらに圧倒されかける。だがあがりは、戦いながらこよりの声援のもとに攻略法を考え、ついには合宿やこよりとの個人練習で身につけていた強烈なスマッシュを炸裂させて、猛追撃を開始する。

#### 7巻
追い上げるあがりは、紅真深とスコアをタイにまで持っていき追いつく。だが紅真深は、今までの防御的な戦術と攻撃的な戦術を組み合わせて、さらにあがりを揺さぶる。それでもあがりは、“チームのエース”としてチームメイトの期待に応え、紅真深に勝利。その結果シングルス4戦目を行うことなく、雀が原中の地区予選優勝が決定した。燕女学園の面々は、都大会で雪辱を果たすと雀が原中の面々に宣言する。
その後日の7月24日はあがりの誕生日だった。地区大会での功労者を祝福する意味も込めて、部員総出であがりの誕生日を祝おうとする企画が持ち上がる。だが実は、こよりも同じ誕生日だった。

### 灼熱の卓球娘 REBURN!!

#### 1巻
あがりの姉、もがみが通う帝鵠学院の卓球部は、雀が原とは別の地区予選を勝ち上がり、都大会への出場が決まる。その知らせをあがりが受け取った後、雀が原では都大会本戦に向けた練習として部内でリーグ戦が行われる。トップを決めるあがりとこよりの試合では、何度もデュースを繰り返す白熱した勝負の末、遂にこよりが勝利し、部内ランキングで初めてこよりがトップとなる。また部の新ユニフォームも完成し、都大会本戦に向けての準備が整う。

#### 2巻
40校が参加する都大会が始まった。都大会では総当たりの予選リーグが行われ、勝ち上がった16校によるトーナメントで勝者が決まることになっている。都大会には雀が原の他、以前雀が原と対戦したもず山中、燕女学園、そして帝鵠学院も出場していた。
雀が原の初戦の相手はメジロ坂中学となる。雀が原はシングルス1戦、2戦目を落としたがダブルス、シングル戦3戦目を返し、勝負はこよりに託された。こよりの対戦相手であるクリスは、こよりのスマッシュをカウンターで返してこよりを苦戦させる。だがこよりは試合中にフォームを修正することで、カウンターをさらに打ち返して対抗。最終的に勝利し、雀が原はリーグ戦の初戦を勝利で飾る。

#### 3巻
雀が原と帝鵠学院との対戦が行われるが、帝鵠の圧倒的な力の前に、雀が原は0-5で全敗してしまう。まだ雀が原に決勝リーグ進出の可能性は残されていたが、士気の低下は明らかだった。その状況で、あがりは自分をシングルス1（1試合目）に変更してもらい、チームのエースとして士気を上げ皆を勢いづける役目を買って出る。雀が原の次の対戦校はせきれい館中学だった。あがりの対戦相手である真世中マドイは高速ラリーで、あがりが得意とするフォアハンドを封じてくるが、あがりは力尽くで自分の得意技をねじ込んで反撃を開始する。

## 登場人物
声の項はテレビアニメ版の声優。

### 市立雀が原中学校

#### 卓球部団体戦メンバー（レギュラー陣）
旋風 こより（）
声 - 花守ゆみり
誕生日：7月24日 / 利き手：右 / ラケット：シェークハンド / ラバー：裏裏 / プレースタイル：オールラウンド
主人公の中学2年生。雀が原中学に転校し、卓球部に入る。転入後のクラスは2年3組で、あがり、ハナビとはクラスメイトになる。左右の側頭部を白いリボンで短く纏めた赤い髪が特徴で（興奮したときなどに髪が「まげ まげ」と跳ねる描写がある）、ハナビにいじられ遊ばれていることも多い。「ドキドキする」が口癖。高所恐怖症。コスプレ犬「わん子」のグッズを集めることが趣味（右手のリストバンドや練習用シャツ、ラケットケースもわん子のマーク入り）。
卓球の実力は本物で、前の学校では県ベスト4に入賞したこともある。苦戦していても笑顔で楽しみ、相手にあわせて柔軟なプレーをしながら、打てば打つほど威力が増すスマッシュで、試合後半から追い上げるオールラウンドプレーヤー。勝敗に関係なく卓球を楽しむことを考えていたが、あがりの「全国を目指す」という言葉に影響され、全国の強者と「もっとドキドキする」試合をしたいと、あがりと共に全国に行くことを望むようになる。大会直前の部内ランキングでは2位。団体戦ではシングルス4に出場。
卓球のことにおいては冷静な観察眼などを発揮することもあり、体も柔らかいが、卓球以外の運動や勉強、行事は苦手で、忘れ物も多く、どんくさい。普段はおどおどしており人見知りが激しく、初対面の相手と目を合わせて話すことができないが、卓球のことになると急激に態度が変わり、積極的になる。あがりと出会い、入部直後に助けてもらってからは特に彼女になつくようになり、よくあがりの服の袖や裾などを掴んでいる。
アニメ公式サイトによると使用ラケットはNittakuのフライアットカーボン(FL)。
上矢 あがり（）
声 - 田中美海
誕生日：7月24日 / 利き手：右 / ラケット：シェークハンド / ラバー：裏裏 / プレースタイル：ドライブ主戦型
こよりのクラスメイトで準主人公の中学2年生。髪型は紫色のツインテールで、上向きの矢印の髪留めをしている。またきのこグッズ集めが趣味で、幼い頃にきのこ柄の服を着ていたり、きのこの本を読んでいたり珍しいきのこを見て興奮したりしている様子があるほか、アニメでは自室にきのこのぬいぐるみなどが置いてある。自宅で「お姉ちゃん」と呼ばれる場面があり、弟か妹が居るらしい。それとは別に帝鵠学院に通う姉としてもがみがいる。
こよりが入部するまでは部内ナンバーワンの実力を持ち、都ベスト8の経験あり。幼い頃から勝ち気で負けず嫌いだったが、何をやっても凡庸でなかなか自分が一番になるものに出会えなかったところ、自分と適正のあった卓球にのめり込むようになった。真面目で努力家であり、卓球で一番になるための練習などは欠かさなかった。だが、こよりの出現により部で後輩の注目を奪われ、プライドを傷つけられてしまう。ランク1位を賭けたこよりとの最初の部内試合では、激しいラリーの応酬の結果敗北を喫するが、その対戦の中、勝敗にこだわるあまり忘れていた卓球の楽しさを思い出すことでプレーの幅を広げ、一歩成長する。以降もこよりをライバルと認め度々対戦しているが、勝率はほぼ五分。また相手にも真剣勝負を求めるタイプであり、スランプ状態のこよりに対して活を入れたりアドバイスしたりしたことがあるほか、地区大会の決勝で対戦した紅真深にも本気を出すよう求めている。アニメでは練習試合での「（負けたけど）上出来」「気楽にいこう」というキルカの発言をネガティブと捉え、怒ったところも描かれている。
「ドライブ四天王の一角」「北のドライブマン」の異名があるほど、ドライブ戦法を得意とし、ループドライブからのバックハンドスマッシュを決め技にしている。一方で、スマッシュは打撃力に劣るバックハンドのみにし、失敗率が高かったフォアハンドを封じていたため、決定力に欠けるという弱点を持っていた。だが、こよりに負けた日から、苦手だが好きだったフォアハンドスマッシュを練習して使えるようになり、以後は状況に応じフォアとバックを使い分けるようになっている。
それでもフォアハンドスマッシュの威力不足を指摘されていたが、非常に強力なループドライブで相手のボールを高く浮かせ、その時間のうちに助走をつけてスマッシュを叩き込むという強化版スマッシュ（通称「100%あがり」）を練習し続け、大会での紅真深との試合中に完成させた。
大会直前の部内ランキングでは1位。団体戦ではシングルス3に出場。
普段は優しく友人（部活仲間）思いで、面倒見が良い性格。転入してきたこよりとクラスメイトになった後、卓球以外のことでは失敗が多いこよりの面倒をよく見ており、母親のように振る舞うこともある。だが友情や親切心といった本音を言葉で表せず、すぐ照れて誤魔化そうとする、いわゆるツンデレ。
アニメ公式サイトによると使用ラケットはNittakuのルデアック(FL)。
天下 ハナビ（）
声 - 高野麻里佳
誕生日：8月8日 / 利き手：右 / ラケット：日本式ペンホルダー / ラバー：裏 / プレースタイル：前陣速攻型
部員の2年生。こより・あがりのクラスメイト。跳ねた黄色の髪を後ろで2つ結んでおり、「チクチクする」「刺さる」と言われるほど剛毛。八重歯があり、ボーイッシュな外見で、サバサバしていつも明るくハイテンションな雰囲気。素直な性格で、友情など思ったことをストレートに口や態度に出す。こよりのことを（結んだ髪の毛をちょんまげに見立て）「まげまげ」と呼び、こよりには自分のことを「ハナちゃん」と呼ばせている。ほくととは幼なじみの親友で、彼女の実家の卓球ショップでアルバイトをしている。他人の髪で遊ぶのが好きで、こよりやほくとの髪をいじって遊ぶことが多い。
小学生5年生の時、いつも実家の手伝いをして他の子と遊べなかったほくとの家の卓球店に通い、ほくとの手伝いをしながら卓球に興味を持つ。当時病弱だったハナビだが、卓球くらいの運動なら大丈夫だろうと思ってハナビの母は許可を出し、本格的に卓球を始めた。いつも首からお守りを下げているが、これは病弱だった彼女に対して、ほくとが百度参りの後にあげたもの。
雀が原中レギュラー陣の中ではただひとりシェークハンドではなくペンホルダー（日本式）のラケットを使用し、多少のミスを覚悟の上、速度で攻める前陣速攻型。その速さは部内でトップクラスで、こよりの入部前はあがりに次ぐ部内ランク2位だった（キルカは当時休部中でランク外）。大会直前の部内ランキングでは4位。団体戦ではシングルス1に出場。
アニメ公式サイトによると使用ラケットはBUTTERFLYのサイプレス JP III。
本作の前身であり作者のデビュー作でもある『卓球☆だいありー』では上矢あがりの立ち位置であり、性格もあがりに近かった。
出雲 ほくと（）
声 - 桑原由気
誕生日：3月13日 / 利き手：右 / ラケット：シェークハンド / ラバー：裏裏 / プレースタイル：（やや速攻寄りの）前陣攻守型
部員の2年生。クラスは2年4組。水色のショートカット。ウサギが好きで、前髪はウサギをイメージしたように纏めており、ニンジンの髪留めをしている。尻尾にあたる、後ろ髪を団子状に纏めて白いカバーで覆った部分は、よくハナビに「もふもふ」といじられている。クールな性格であまり表情を変えないが、無表情に冗談を言うことも多い。また、特に親友のハナビのことになると熱くなることがあるものの、そういった面をなかなか表面に出そうとしない。いつもジャージの襟やマフラーなどで口もとを隠し、「ほくほく」と擬音を出している。
実家は「うさ耳卓球」という店名の卓球ショップをしているため幼い頃から卓球に触れており、客の好みに合わせたラケットのラバーを提供できる特技がある。部員にも実家の商品を売ろうとすることがあり、あがりから「相変わらず守銭奴」と表現されている。また相手が使用しているラバーを見てプレースタイルなどだけではなく、下着柄まで当てることもでき、こよりを「桃パンツ」ムネムネを「紐パン先輩」あがりを「白パンツ」などと呼んでいるが、ハナビだけは特別で、名前呼びしている。キルカのことも「部長」とだけ呼んでいる。
部内随一の技術の持ち主で、多種多様のサーブで相手の返球をコントロールする戦法が得意。だが長いラリーはあまり得意ではない。また、サーブでボールにかけられる回転が弱いという弱点があったが、後にハイトスサーブでこれを補うようになっている。大会直前の部内ランキングでは5位。団体戦ではシングルス2に出場。
アニメ公式サイトによると使用ラケットはDONICのブルー フィーリング(FL)。
大宗 夢音（） / ムネムネ
声 - 今村彩夏
誕生日：12月24日 / 利き手：左 / ラケット：シェークハンド / ラバー：裏裏 / プレースタイル：ドライブ主戦型
副部長の3年生。通称「ムネムネ」。部内のランク表も「ムネムネ」としか書かれていない（本名が明らかになったのは原作では対燕女学園戦、アニメでは入部時の回想シーン。アニメのスタッフロールでも表記はムネムネ）。1年生の時の入部直後より他の部員から「ムネムネ」と呼ばれ、当初は本名を主張していたが、こよりの入部時には自ら「ムネムネ先輩だよ」と名乗るようになっている。
髪はピンク色で、ややウェーブの癖がかかったセミロング。巨乳でおっとりした性格。後輩からまでその巨乳を「やわらかおっぱい」「パワフルおっぱい」などと言われてからかわれ（ムネムネが出ているコマの大半には「ぱいーん」と擬音がつく）、また同学年のキルカにはよく胸を枕にされており、恥ずかしがっていつも抗議しているが、温和なためあまり怒れない。
スマッシュは部内一の強打を誇るが、身体が重くフットワークに難があることもあり、その他の技術については劣る。そのためシングルスではチャンスメイクが苦手で、ランキングもレギュラーの中では低い方である。大会直前の部内ランキングでは6位。キルカとは仲が良くダブルスのペアを組んでいて、団体戦でもキルカとのダブルスで出場し、キルカのチャンスメイクにより持ち前の強打の威力を最大限に発揮させる。キルカとペアを組むことを決めてから、それまで自分がつけていたヘアバンドを、キルカがつけていたカチューシャと交換してお互い身につけている。雀が原中レギュラー陣の中ではただひとり左利きだが、箸を持つのは右手。
アニメ公式サイトによると使用ラケットはBUTTERFLYのインナーフォース・レイヤー ALC-FL。
後手 キルカ（）
声 - 東城日沙子
誕生日：4月1日 / 利き手：右 / ラケット：シェークハンド / ラバー：裏裏 / プレースタイル：カット主戦型
部長の3年生。黒色のかなり長いポニーテールで糸目。「タイクツ（退屈する・しない）」が口癖であり、暢気で飄々とした性格。普段はシャツや制服などの襟元を崩し肩を出しており、部員には罰ゲームとして猫耳着用などのコスプレ衣装を強要することが多い。だが指導自体や自分の練習はしっかりと行っている。
返球がネットに引っかかりやすい回転をボールにかけたカット戦法を得意とし、相手のミスを誘って得点することを基本戦術としている。機動力に優れ、卓球マシン2台を相手に練習できるほどの広い守備範囲を誇り、ムネムネとのダブルスにおいてもその鉄壁の守備を活かす。技術が高い反面、戦い方は慎重であり強打が苦手で決定力には欠ける。小学生の時に市大会で優勝したことがあるものの、雀が原中学卓球部でその弱点を思い知らされ、また先輩の陰口を聞き弱気になってしまうが、ムネムネに励まされたことにより、自分とムネムネでダブルスを組み、互いの欠点を補いあって全国大会を目指すことを提案した。
こよりが転校してくる以前に脚を怪我し休部して、大会も欠場。こよりの入部後に、卓球部に復帰する。
部内ランキングでは、こより・あがりに次ぐ実力者であり、休部前はあがりと1位争いを繰り広げていた。復帰直後も、あがり、こより以外の部員18人と連続で勝負して全員から5点取り、相手には1点も取らせなかったほど（それでもムネムネは、キルカは本調子ではなかったと見ている）。大会直前の部内ランキングでは3位。ムネムネと組んだダブルスの試合では、大会で無敗の記録を作っている。
アニメ公式サイトによると使用ラケットはDONICのデフプレイセンゾー(FL)。

#### その他の卓球部員
いずれも1年生で、部内ランク下位の部員。作中では卓球に関する知識・技術を説明される役割を担うことが多い。原作ではどのキャラがどの名前か表記されていなかったが（名前は部員ランキングリストに載っているのが見られる）、アニメやその資料で一部判別可能。
田口 たんぽぽ（）
声 - 大坪由佳
誕生日：1月19日 / 利き手：右 / ラケット：シェークハンド / ラバー：裏裏 / プレースタイル：ドライブ主戦型
明るい茶色のポニーテール。卓球初心者で、さつきと共に卓球技術を先輩に質問する場面などが多い。
あがりに憧れており、おまけマンガではあがりに名前を呼び捨てされたいのに、あがりが鈍感でなかなかそうしてもらえない様子が描かれている。アニメでは12話にて、あがりにループドライブの打ち方を教わっている。
佐々木 さつき（）
声 - 奥野香耶
誕生日：5月19日 / 利き手：右 / ラケット：シェークハンド / ラバー：裏裏 / プレースタイル：ドライブ主戦型
暗めの茶色をしたショートカットで、左側を短く結んでいる。たんぽぽと一緒にいることが多い。
こよりに憧れており、アニメ12話ではこよりに師事している。
吉川 よもぎ
声 - 高木美佑
緑色のショートボブで、ややつり目。
アニメではもず山中との練習試合にてS1（ハナビvs蠍田）の主審を務める。
鈴木 すみれ
声 - 加藤敦子
薄い茶色のショート。よもぎと比べやや背が高め。よもぎと一緒にいることが多い。
アニメではもず山中との練習試合にてS3（あがりvs柘榴）の主審を務める。
湯川 ゆり
声 - 立花理香
薄く桃色がかった茶色のセミショートで、前髪を右分けにしている。
アニメではもず山中との練習試合にてS2（ほくとvs由良木）の副審、D（キルカ、ムネムネvsまゆう、公子）の主審、S4（こよりvsくるり）の副審を務める。
角田 つばき
声 - 巽悠衣子
灰色がかった髪を2つのおさげにしている。
アニメではこよりが雀が原中に来て初めて試合形式で対戦した相手。また、合宿最後のトーナメントで決勝となるこよりvsあがりの主審を務めている。
結城 ゆず
声 - 巽悠衣子
青緑髪のショートでやや垂れ目。
森野 もみじ
声 - 巽悠衣子
暗めの茶色でベリーショート。
木之下 きく
声 - 千本木彩花
茶色のセミロングを後ろで束ねている。

#### その他の雀が原中関係者
日本 一（）
声 - 奥野香那
誕生日：2月11日 / 利き手：右 / ラケット：シェークハンド / ラバー：裏裏 / プレースタイル：オールラウンド
通称日本一（）先生。雀が原中卓球部の強化合宿を組んだ引率の先生。非常に小柄。劇中では卓球の指導を行っているような場面は描かれていないが、卓球の技術や知識はある模様。担当教科は国語。
紫藤（）
雀が原中の卒業生で卓球部OGの高校1年生。インターハイ常連の北女において、1年生でありながら団体メンバーに抜擢された実力者。中学時代は卓球部内ランク1位のエースだった。
茶色のショートカットで、左側で一本お下げを作っている。よくウインクをする。
アニメではセリフはないが、12話におけるキルカの回想シーンに登場。
新聞部女子
声 - 竹尾歩美
アニメオリジナルキャラクター。緑髪のボブカットで眼鏡をかけており、こよりが雀が原中卓球部に来たとき「各部で一番活躍している選手」を取材するため、あがりにインタビューなどを行っていた。

### 区立もず山中学校
こよりが入部後初の、雀が原中の練習試合相手校。以前の大会で全国へ進んだ強豪。元々は平凡な実力の学校であり、部員がたった2人しかいなかった時期もあったが、二重丸くるりの存在によって大きく力を付け、前年の夏の大会で全国初出場した。
原作では、こよりとくるりの試合以外は結果が簡単に触れられていただけだが、アニメでは全試合の内容が描かれている。また、くるり以外のフルネームは原作では不明だったが、アニメでは残りの5人にもフルネームがつけられた。
二重丸 くるり（）
声 - 井澤詩織
誕生日：2月9日 / 利き手：右 / ラケット：シェークハンド / ラバー：裏裏 / プレースタイル：ドライブ主戦型
副部長の3年生。緑色の髪で、前髪の左右や、後ろ髪をリボンで纏めているところが巻かれている。語尾に「デス」をつける。普段着はゴスロリ。
もず山中を全国大会へ導いた実力者であり、あがりと同じく「ドライブ四天王」の一角「東のドライブマン」の異名を持ち、返球の軌道を横に捻じ曲げてアウトさせるほどの、球速を下げるかわりに回転を最大限にしたカーブドライブを得意とする。
石榴のために勝利を捧げようとし、また「友だち料」として石榴の世話を焼いたり、石榴にプレゼントを上げたりしている。普段は不気味な雰囲気をまとい、言葉少ないながら後輩などに対してプレッシャーをかけ、時に執念じみた凄みを見せる。だがそんな態度を石榴に注意されると途端にしおらしくなり、逆に何かのことで石榴に感謝されると、言葉も出ないほど舞い上がる。
入部前は「烏丸卓球塾」という名門卓球クラブに通っており、入部後は先輩たちから実力を見せてほしいということから、試合をするものの先輩たちを完膚無きまでに叩きのめしてしまう。後日、面子とプライドを潰された先輩たちは全員退部してしまうが、実力を見せつけたことから、同級生部員に全国大会に行くために部を強化してほしいと頼まれ部長に任命される。しかし部員たち全員に徹底的に厳しい練習を課してしまい、その結果、石榴以外の部員を退部に追い込んだ。そんな中で、ただ一人自分についてきてくれた石榴に心酔しており、2年になった際は全国一の卓球部部長に石榴を立たせたいという理由から、部長の座を石榴に譲っている。
アニメ公式サイトによると使用ラケットはVICTASのダイナウッド(ST)。
座敷童 石榴（）
声 - 古木のぞみ
誕生日：6月28日 / 利き手：右 / ラケット：シェークハンド / ラバー：裏裏 / プレースタイル：ドライブ主戦型
部長の3年生。後頭部のシニヨンとリボン、アホ毛が特徴。明るい性格だがドジっ子で、後輩ができた時も頼りなく思われていたほど。そのドジをいつもくるりにカバーされ、世話を焼かれている。
1年生の入部初期のころは、くるりの厳しい練習で真っ先にヘバっていたほど体力もなかったが、くるりの卓球にあこがれ、彼女の特訓に必至についていき、鍛えられた。練習試合であがりと互角に争って惜敗した描写があるほか、あがりから「次勝負したら正直勝てるかどうかわからない」と思われていることから、実力は高い。あがり曰くバックハンド側を攻められるのが苦手。また、派手さはないが確実に相手のボールを打ち返し、的確に相手の弱点を突く堅実なプレーヤーとされる。
アニメではあがりとの練習試合の内容が細かく描かれており、あがりのフォアハンドスマッシュの威力を封じるためにバック側を攻めて、粘り強く接戦を続けた。
アニメ公式サイトによると使用ラケットはNittakuのアコースティックカーボン。
蠍田 幸子（）
声 - 立花理香
誕生日：12月20日 / 利き手：右 / ラケット：シェークハンド / ラバー：裏表 / プレースタイル：カット主戦型
2年生。お調子者な性格で、次期部長を自称するも、同学年の他部員からはぞんざいにあしらわれている。
石榴には「素質のあるカットマン」と評されており、アニメではカット戦法にロビングを交えてハナビを前後に翻弄し、ハナビの得意な速攻に持って行かせないという戦い方が描かれている。
アニメ公式サイトによると使用ラケットはNittakuのティルナ。
由良木 ゆら（）
声 - 青山吉能
誕生日：3月3日 / 利き手：右 / ラケット：シェークハンド / ラバー：裏裏 / プレースタイル：前陣攻守型
2年生。髪型はピンク色のロングヘアー。なぜかいつも身体をユラユラさせている。「無理じゃないかな」が口癖。
石榴には「戦い方が独特」と評され、フェイントを混ぜた戦い方を勧められている。アニメによると変則的に見えて無駄がない動きをし、対戦相手の行動を読むのが得意とされる。蠍田とは幼なじみ。
アニメ公式サイトによると使用ラケットはSTIGAのインフィニティVPS。
鐘梨 まゆう（）
声 - 竹尾歩美
誕生日：9月10日 / 利き手：右 / ラケット：シェークハンド / ラバー：裏裏 / プレースタイル：ドライブ主戦型
2年生。公子とダブルスを組んでいる。左目を瞑っていることが多い。さらにメガネをかけていないのに、メガネのツルを上げるように鼻の上を指で押さえる癖がある。また「美学」という言葉をよく使う。
アニメでは「美学」として、左目にオッドアイのように見せかけるカラーコンタクトを嵌めている（試合の時は外している）。また長いリーチを活かした返球が得意とされる。
アニメ公式サイトによると使用ラケットはVICTASのファイヤーフォール SC。
羽無 公子（）
声 - 大坪由佳
誕生日：4月12日 / 利き手：右 / ラケット：シェークハンド / ラバー：裏裏 / プレースタイル：ドライブ主戦型
2年生。鐘梨とダブルスを組んでいる。小柄ですばしっこく小回りが利く。いつも食べ物を口に咥えており、特に鐘梨に何かを食べさせられていることが多い。
アニメ公式サイトによると使用ラケットはXIOMのストラディヴァリウス。

### 燕女学園
大会地区予選決勝戦の、雀が原中学の相手校。以前の大会（キルカが休部時）では雀が原に勝っている。お嬢様学校と言われる私立の女子校であり、学校だけでなく卓球場を多く経営していて、あちこちから選手を引き抜いていると噂されている。
アニメでは紅真深は原作と異なり、雀が原の合宿出発直前（11話）に登場。他のキャラクターは12話に姿のみ登場（狐姫のみ1話にも描かれているカットがある）。
月ノ輪 紅真深（）
声 - 上田麗奈
誕生日：7月25日 / 利き手：右 / ラケット：シェークハンド / ラバー：裏裏 / プレースタイル：カット主戦型
2年生。クマを彷彿させるお団子頭が特徴で、うなじ部分を一本結びにしている。1年生の時は雀が原中卓球部に在籍しており、あがりとは友人でありライバルであった。だが、後にあがりとの卓球勝負を避けるようになり、その後事実上燕女に引き抜かれる形で、こよりが雀が原に転校してくる少し前に転校している。あがりのことは「あーちゃん」と呼んでおり、ハナビには「くまみん」、ほくとには「フリル（ぱんつ）」と呼ばれていた。
腹話術が得意で、形相の悪いクマの髪飾り（クマの助）を逆さに付けており、クマの助で喋るときは乱暴な口調になって、毒舌や暴言を（自分に対しても自虐的に）吐く。その時には自分でクマの助を叩くなど、一人二役のように腹話術を使っている。だが紅真深本人が動揺すると腹話術ができなくなる。地区大会でのあがりとの対戦中は、自分自身の別の一面と接するかのようにクマの助と会話していた。
幼い頃より母親の趣味で色々な習い事をやらされており（腹話術もその一環）、天才肌で何をやってもすぐに一番にやっていたが、あまり熱中できなかった。だが子供卓球大会であがりに負けて初めて挫折を経験し、以後はずっとあがりを意識して本格的に卓球に打ち込むようになって、雀が原中であがりと再会した形になる。だがその時にはあがりを超える実力になっており、更に、自分に負けて悔しがっているあがりを見て喜び、卓球で一番になるというあがりの目標を壊そうと考えるなど、歪んだ裏の性格をもつようになっていた。だが、あがりの人間的な魅力に触れて罪悪感を覚えるようになり、あがりの笑顔が見たくて、密かに勝ちをあがりに譲るようになる。しかし思い切り卓球ができないフラストレーションをかかえるようになり、その後卓球場で偶然出会った狐姫と全力で卓球するうち、全力で卓球したいという気持ちと、あがりに対する気持ちの葛藤に耐えきれなくなり、あがりとは決別して燕女学園に転校した。
プレースタイルはカット主戦型で、ボールに横回転をかけて相手を左右に揺さぶる戦法をとる（あがりに「くまバリアー」と命名されている）。
地区予選決勝戦ではあがりと対戦し、前半は過去のこともあって本調子が出なかったが、あがりが本気を出すように挑発した後に本性を表し、プレースタイルをドライブ主戦型へと切り替え、速攻とスピードドライブを使用してあがりを追い詰めるようになった。この、スイングスピードが非常に速く決定力があるスピードドライブは、熊（ベア）と矢（アロー）をかけて「ベアロー」とイロリに命名されている。さらにくまバリアーとベアローを併用してあがりと接戦を繰り広げるが、フルセットの激闘の末に敗れる。
その結果こよりに対し、あがりを強くしてくれたという感謝と、あがりにとっての一番を自分から奪ったという嫉妬の混ざった、愛憎混じった感情を抱くようになった。
神楽坂 狐姫（）
誕生日：10月5日 / 利き手：左 / ラケット：シェークハンド / ラバー：裏裏 / プレースタイル：ドライブ主戦型
部長の3年生。金髪のロングヘアーで三つ編みをしている。お嬢様口調。言葉で部員たちの空気を変えるカリスマの持ち主。学園理事長の娘。
実はこよりと同じくわん子オタクであり、わん子の姉の「はん子」がお気に入り。そのことは紅真深以外の人には内緒にしている。
燕女の卓球部を大切に思っており、どんな手段を使ってでも卓球部を強くしようと、各地の卓球場で有望な選手を見つけて引き入れようとしている。また自ら「自分のお気に入りが側にないと気が済まない性分」と言っており、卓球場で偶然出会った紅真深のことを気に入って、彼女を燕女に引き抜いた。
魁 ねむり（）
誕生日：7月29日 / 利き手：右 / ラケット：シェークハンド / ラバー：表裏 / プレースタイル：前陣速攻型
1年生。癖のある黒髪を左右で纏めている。1年にもかかわらず、先輩のイロリを事あるごとにからかっている一方、イロリ本人には言わないが彼女の実力や努力は認めている。実力はあるが、面倒くさがり屋のお寝坊さんであるため、手練れ相手でないと実力を発揮しない。大会ではハナビとの速攻同士の勝負となった。
「トラタロウ」という名前のネックピローを愛用している。
色埴 イロリ（）
誕生日：1月1日 / 利き手：右 / ラケット：シェークハンド / ラバー：裏裏 / プレースタイル：前陣攻守型
3年生。茶髪のサイドテール。成長を見越して大きめのジャージや制服を買ったが、全く成長せずいつも裾をあまらせているほど小柄であるため（イロリが登場するコマの多くには「ろりん☆」と擬音がつく）、ねむりからは「ロリ先輩」と呼ばれからかわれており、そのたびにヒステリックに反発する。語尾に「ですの」を付けて話す。狐姫とは幼なじみ。
ラリー技術に長け、特にフォア面とバック面との間（ミドル）を狙った返球が得意で、“鎧刺し（エストック）”と名付けている。大会ではその技とラリーでほくとを翻弄した。
宝条 焔（）
誕生日：6月21日 / 利き手：右 / ラケット：シェークハンド / ラバー：裏裏 / プレースタイル：ドライブ主戦型
3年生。赤毛をアップにしていて、ボーイッシュな口調で話す。吹雪とダブルスを組んでおり、そのコンビは燕女学園において「ここ10年の内で最強の実力」と言われるほど。燕女の中で一番強打に力がある。
藤宮 吹雪（）
誕生日：12月22日 / 利き手：右 / ラケット：シェークハンド / ラバー：裏裏 / プレースタイル：前陣攻守型
3年生。水色の髪で、三つ編みをアップにしており、大きなボタンのような髪飾りを付けている。焔とダブルスを組んでいる。台上プレーに長け、繋ぎの返球が得意。左脇腹が弱く、焔によくつつかれている。

### 帝鵠学院（）
卓球部は16年都大会優勝の強豪校。部長の思いつきにより昨年より、アイドル衣装のようなユニフォームを試合ごとに変えて出場しており、ブラックスワン（ブラスワ）の名義でライブを行い歌ったり踊ったりと「学園アイドル」としての活動も行っている。都大会予選では雀が原中学と2戦目であたり、雀が原を全勝で圧倒した。
白露木 黒羽（）
中等部3年生、卓球部部長。卓球部のユニフォームを「ダサくないですか？」と言って変えた当事者。卓球だけではなくアイドル、美少女が好きで、自分がデザインしたユニフォームを部員が着ているのを眺めて楽しんでおり、しょっちゅうスマートフォンで撮影している。
ブラスワが想像以上に受けたため、卓球で全国を制して、優勝カップをマイク代わりにした凱旋ライブをやることを目標としている。
あがりと同じく「ドライブ四天王の一角」として「南のドライブマン」の異名をもつ。両面にラバーを貼ったペンホルダーラケットを使い、通常ペンホルダーにとっては弱点とされるバックハンドでも、力強い裏面打法を使う。
もがみによると「黒羽さんの卓球は呪われている」「死神に愛された選手」であり、本気になったときには打球をわざとネットに当てて相手コートに落とすネットインを使って、相手に何もさせない卓球を行う。
青海原 千羽瑠（）
中等部3年生。会話やモノローグに「…（三点リーダー）」が多い。
黄馬 すいか（）
中等部3年生。ひふみに執着している。
紅獅子 ひふみ（）
中等部3年生。ブラックスワンに楽曲を提供している。髪飾りとしてダイヤル錠をつけている。
黄馬 すいか（）
中等部3年生。ブラックスワン作詞担当。
桃源郷 サクヤ（）
中等部3年生。汗っかきで1日5回はシャワーを浴びており「毎試合着替えられればデザインとかどうでもいい」とアイドル的活動には興味がないままつきあっている。
緑林 ハクア（）
中等部3年生。ブラックスワン振り付け担当。
上矢 もがみ（）
中等部3年生。あがりの姉。新聞部に所属しているが元は卓球をやっており、ペンホルダーラケットを使っていたが、裏面打法を習得できず挫折した経験を持つ。姉妹仲は良く、あがりのことを「エモウト」（「エモい」と「妹」を合わせた言葉）と呼んでかわいがり、自慢に思っている。ブラスワ（卓球部）の密着取材を担当することになり、黒羽の取材を通じて卓球を好きだった自分の気持ちを思いだし、進学したら卓球を再開すると宣言した（それにあわせて、髪飾りを万年筆のペン先型から卓球ラケット型に変えている）。

### メジロ坂中学
都大会予選での、雀が原中学の初戦の対戦相手。
クリスチーネ・クリスティ
2年生。イギリス人で通称クリス。普段から視線が鋭く、不必要に相手を怯えさせてしまう。勝負にかける意気込みが過剰に真面目で堅いが、イギリスに帰国することが決まっているため最後の大会を勝利で飾りたいと思っているのが一因。相手のスマッシュをカウンターで返すのを強い武器としており、女神の鏡盾（）と呼ばれている。シングルス4でこよりと対戦する。
門構 もるも（）
中等部3年生。クリスと仲が良い。シングルス2でほくとと対戦して勝利した。
呉戸 矢亜麻（）
3年生、部長。シングルス3であがりと対戦して敗北した。
伊豆 鈴（）
3年生。れんとダブルスを組んでいる。キルカ・ムネムネペアと対戦して敗北した。
古流 れん（）
2年生。鈴とダブルスを組んでいる。キルカ・ムネムネペアと対戦して敗北した。
古流 ちえ（）
2年生。シングルス1でハナビと対戦して勝利した。

### せきれい館中学
都大会予選での、雀が原中学の3戦目の対戦相手。ミッション系の学校のような描写がある。
有明 くらら（）
3年生、部長。シングルス4に出場
真世中 マドイ（）
2年生。シングルス1に出場。2年生で唯一レギュラーの座を勝ち取った人物。肘関節が逆に曲がって見えるほど非常に身体が柔らかい。その体質を生かしたスイングで非常に回転量が大きいチキータを使い、海坊主（デビルフィッシュ）という技として呼ばれている。 尊敬し、敬愛する先輩であるトモノからレギュラーを奪ったという負い目を「罪」として感じており、そのために身体を柔らかくするための無茶な練習などを行っている。
灯 トモノ（）
3年生。マドイに慕われている。マドイと共にレギュラーになるということは叶わなかったが、控えの選手として、また他の選手のサポートとして部に貢献を続ける。
喜佐古 はじき（）
3年生。シングルス2に出場。
打田 さりか（）
3年生。シングルス3に出場
大尾 羽衣花（）
3年生。麻紀とダブルスを組んでいる。いつも小声で麻紀に耳打ちし、かわりに喋ってもらっている。
塩根 麻紀（）
3年生。羽衣花とダブルスを組んでいる.

### 凰堂学園
全国大会9連覇の強豪だったが、10連覇を賭けた大会の予選リーグにて隼学園にまさかの敗戦。中学女子卓球界に大きな衝撃を与えた。部員の声優はせきしほ。

### 隼学園
凰堂を破った勢いでそのまま勝ち上がり、全国制覇を果たす。部員の声優は白城なお。
アニメでは、原作通り物語（1話）冒頭に登場するほか、12話ラストにて、大会でこよりと対戦している場面が一瞬描かれている。

### 鳩ノ巣中学
十文字 ぴたり（）
地区予選大会団体戦で帝鵠学院の黒羽と対戦する。強烈なドライブ攻撃を行い「グランドクロス」と呼んでいる。名前を黒羽に一文字、七文字などと何度も間違えている。以前黒羽に敗れており、地区予選で雪辱を果たそうとしたが再び敗れた。

## 書誌情報
- 朝野やぐら『灼熱の卓球娘』ジャンプ・コミックス〈集英社〉、全7巻
  1. 2015年3月4日発売[175]、ISBN 978-4-08-880204-6
  2. 2015年3月4日発売[176]、ISBN 978-4-08-880257-2
  3. 2016年4月4日発売[177]、ISBN 978-4-08-880708-9
  4. 2016年10月4日発売[178]、ISBN 978-4-08-880796-6
  5. 2016年12月2日発売[179]、ISBN 978-4-08-880832-1
  6. 2017年12月4日発売[180]、ISBN 978-4-08-881430-8
  7. 2019年3月4日発売[181]、ISBN 978-4-08-881704-0
- 朝野やぐら『灼熱の卓球娘 REBURN!!』バンブーコミックス〈竹書房〉、既刊3巻
  1. 2024年02月17日発売[182]、ISBN 978-4-80-198234-5
  2. 2024年02月17日発売[183]、ISBN 978-4-80-198235-2
  3. 2024年12月17日発売[184]、ISBN 978-4-80-198505-6

## テレビアニメ
2016年3月に発表され、同年10月から12月までテレビ東京、BSジャパン、AT-Xにて放送された。全12話。原作単行本2巻収録第6話「合宿」までの内容を中心にアニメ化。
元々原作者の朝野は、アニメ化をひとつの目標にしてマンガを描いていたが、実際にアニメ化が決まったときは、自作がアニメ化されたことよりも卓球作品でアニメ化ができたということが嬉しかったという。
アニメ公式サイトの原作者コメントによれば、原作ではあまり描かれなかった日常シーンを多めに描くとあり、朝野の監修の元、原作では描写がなかった、2話の学校内でのシーンや5話の帰宅時のシーンなどが追加されている。また、原作ではあまり、あるいは全く描写がなかった、こよりの入部後の他部員との試合、またもず山中との各練習試合がより細かく描写されている 。
監督の入江泰浩らは、本作を制作するにあたり実際の卓球動画を見たり、全国中学選抜卓球大会を取材したりして絵コンテなどの参考にしたほか、ボールやシューズの音など試合中の効果音にも影響を受け再現を試みたという。また音楽面では、試合中の曲にクラブミュージック的な劇伴を使用し、視聴者の気持ちを盛り上げることを試みたとのこと。

### スタッフ
- 原作 - 朝野やぐら（集英社「となりのヤングジャンプ」連載）[6]
- 監督 - 入江泰浩[6]
- 副監督 - かおり[6]
- シリーズ構成 - 倉田英之[6]
- キャラクターデザイン - 杉村絢子[6]
- 小物設定 - 秋篠Denforword日和[6]、杉村絢子（第4・5話）
- 総作画監督 - りお（第1 - 3話）、諏訪真弘（第2話 - ）、岩本里奈（第3話 - ）
- 美術監督 - 佐藤勝[6]
- 美術設定 - 西俊樹、秋篠Denforword日和、壱河柳乃助、平柳悟（第11・12話）
- 色彩設計 - 松山愛子[6]
- 撮影監督 - 木村俊也[6]
- 3DCGディレクター - 垪和等[6]
- 編集 - 須藤瞳[6]
- 音響監督 - 郷文裕貴[6]
- 音楽 - 高橋邦幸、田中秀和、広川恵一、瀬尾祥太郎
- 音楽制作 - DIVE II entertainment[6]
- 音楽プロデューサー - 村上貴志[6]
- プロデューサー - 田中宏幸[6]、堀田章一[6]、紅谷佳和[6]、岩花太郎[6]、清水美佳[6]、福田順[6]、伊平崇耶[6]、松村俊輔[6]、石垣毅[6]
- アニメーションプロデューサー - 小笠原宗紀[6]
- アニメーション制作 - キネマシトラス[6][注 17]
- 製作 - 灼熱の卓球娘製作委員会

### 主題歌
「灼熱スイッチ」
雀が原中学卓球部によるオープニングテーマ。作詞は只野菜摘、作曲・編曲は田中秀和。
「僕らのフロンティア」
Wake Up,Girls!によるエンディングテーマ。作詞は只野菜摘、作曲・編曲は広川恵一。
「V字上昇Victory」
雀が原中学卓球部による第十二球挿入歌。作詞は只野菜摘、作曲・編曲は田中秀和。

### 各話リスト
| 話数     | サブタイトル               | 脚本     | 絵コンテ | 演出     | 作画監督                                                                                                   |
| -------- | -------------------------- | -------- | -------- | -------- | --- |
| 第一球   | …ドキドキするっ！          | 倉田英之 | 入江泰浩 | 阿保孝雄 | りお 佐々木貴宏 佐藤友子 藤優子 杉村絢子                                                                   |
| 第二球   | 譲れない場所               | 倉田英之 | 入江泰浩 | 森賢     | 池津寿恵 二宮奈那子 松尾亜希子 森賢 多田靖子                                                               |
| 第三球   | 好きっ!!                   | 倉田英之 | 入江泰浩 | 孫承希   | 樋口香里 佐藤友子                                                                                          |
| 第四球   | タイクツな卓球             | 倉田英之 | かおり   | 阿保孝雄 | 澤田讓治 藤優子 宮脇さくや 杉村絢子                                                                        |
| 第五球   | あなたとドキドキしたいから | 倉田英之 | 博史池畠 | 博史池畠 | 池津寿恵 森かや乃 南野七瀬                                                                                 |
| 第六球   | ともだち                   | 倉田英之 | かおり   | かおり   | 樋口香里 佐藤友子 川妻智美 森かや乃 錦見楽 二宮奈那子 多田靖子 齋田博之                                    |
| 第七球   | 全国校の実力               | 小柳啓伍 | 入江泰浩 | 森賢     | 藤優子 宮脇さくや 多田靖子 諏訪真弘 杉村絢子 森賢                                                          |
| 第八球   | ダブルス                   | 倉田英之 | 入江泰浩 | 工藤利春 | 樋口香里 佐藤友子 池津寿恵 森かや乃 諏訪真弘 杉村絢子 齊田博之                                             |
| 第九球   | 私には届かない             | 小柳啓伍 | 入江泰浩 | 博史池畠 | 藤優子 南野七瀬 佐藤友子 多田靖子 石川健朝 松尾亜紀子 工藤利春 杉村絢子 齊田博之                           |
| 第十球   | わたしの卓球               | 小柳啓伍 | 入江泰浩 | 阿保孝雄 | 樋口香里 佐藤友子 池津寿恵 森かや乃 多田靖子 森賢 齊田博之 工藤利春 佐藤このみ 沼田広                      |
| 第十一球 | 合宿                       | 倉田英之 | かおり   | かおり   | 藤優子 多田靖子 森賢 畠山佳苗 宮脇さくや 齊田博之                                                          |
| 第十二球 | ふたりでならどこまででも   | 倉田英之 | 入江泰浩 | 入江泰浩 | 佐藤友子 樋口香里 池津寿恵 森かや乃 石川健朝 藤優子 南野七瀬 多田靖子 森賢 杉村絢子 齊田博之 諏訪真弘 りお |

### 放送局
| 放送期間                 | 放送時間                     | 放送局     | 対象地域   | 備考                                 |
| ------------------------ | ---------------------------- | ---------- | ---------- | ------------------------------------ |
| 2016年10月4日 - 12月20日 | 火曜 1:35 - 2:05（月曜深夜） | テレビ東京 | 関東広域圏 | 製作参加                             |
|                          | 火曜 23:00 - 23:30           | AT-X       | 日本全域   | CS放送 / リピート放送あり / 製作参加 |
| 2016年10月9日 - 12月25日 | 日曜 0:00 - 0:30（土曜深夜） | BSジャパン | 日本全域   | BS放送 / 製作参加                    |

### 関連商品

#### BD / DVD

##### アニメ本編BD / DVD
| 巻 | 発売日         | 収録話          | 規格品番     | 規格品番     |
| 巻 | 発売日         | 収録話          | BD限定版     | DVD限定版    |
| -- | -------------- | --------------- | ------------ | ------------ |
| 1  | 2016年12月23日 | 第1話 - 第2話   | EYXA-11167/B | EYBA-11155/B |
| 2  | 2017年1月27日  | 第3話 - 第4話   | EYXA-11168/B | EYBA-11156/B |
| 3  | 2017年2月24日  | 第5話 - 第6話   | EYXA-11169/B | EYBA-11157/B |
| 4  | 2017年3月24日  | 第7話 - 第8話   | EYXA-11170/B | EYBA-11158/B |
| 5  | 2017年4月28日  | 第9話 - 第10話  | EYXA-11171/B | EYBA-11159/B |
| 6  | 2017年5月26日  | 第11話 - 第12話 | EYXA-11172/B | EYBA-11160/B |

##### イベントBD
| 発売日        | タイトル                                               | 規格品番   |
| ------------- | ------------------------------------------------------ | ---------- |
| 2017年6月30日 | 灼熱の卓球娘 スペシャルイベント 雀が原中学VSもず山中学 | EYXA-11421 |

#### CD

##### キャラクターソング
| 発売日        | タイトル                                       | 規格品番   |
| ------------- | ---------------------------------------------- | ---------- |
| 2017年1月25日 | ダブルスソングシリーズ1 こより&あがり          | EYCA-11147 |
| 2017年1月25日 | ダブルスソングシリーズ2 ハナビ&ほくと          | EYCA-11148 |
| 2017年1月25日 | ダブルスソングシリーズ3 ムネムネ&キルカ        | EYCA-11149 |
| 2017年1月25日 | ダブルスソングシリーズ4 くるり&石榴            | EYCA-11150 |
| 2017年2月22日 | ダブルスソングシリーズ5 蠍田&由良木            | EYCA-11151 |
| 2017年2月22日 | ダブルスソングシリーズ6 鐘梨&公子              | EYCA-11152 |
| 2017年2月22日 | ユニットソングシリーズ1 こより&あがり&ほくと   | EYCA-11153 |
| 2017年2月22日 | ユニットソングシリーズ2 ハナビ&ムネムネ&キルカ | EYCA-11154 |

##### サウンドトラック
| 発売日        | タイトル                                                         | 規格品番       |
| ------------- | ---------------------------------------------------------------- | -------------- |
| 2017年6月28日 | 灼熱の卓球娘ミュージックコレクション 灼熱の音楽娘 初回生産限定盤 | EYCA-11475〜7  |
| 2017年6月28日 | 灼熱の卓球娘ミュージックコレクション 灼熱の音楽娘                | EYCA-11478〜80 |

| テレビ東京 火曜 1:35（月曜深夜）枠 | テレビ東京 火曜 1:35（月曜深夜）枠 | テレビ東京 火曜 1:35（月曜深夜）枠        |
| 前番組                             | 番組名                             | 次番組                                    |
| ---------------------------------- | ---------------------------------- | ----------------------------------------- |
| D.Gray-man HALLOW                  | 灼熱の卓球娘                       | 弱虫ペダル NEW GENERATION                 |
| BSジャパン 日曜0:00（土曜深夜）枠  |                                    |                                           |
| タブー・タトゥー                   | 灼熱の卓球娘 【ここまでアニメ枠】  | 通販番組枠 - その次の番組は王室教師ハイネ |

## イベント
灼熱の卓球娘杯
2016年11月20日に開催された、秋葉原にある卓球ラウンジ「Akiba卓球スタイル」とのコラボ企画。
「灼熱の卓球娘」最終回直前！トークショー
2016年12月20日に阿佐ヶ谷ロフトAにて開催された、スタッフを中心とした関係者によるトークショー。出演者は、監督の入江泰浩、音響監督の郷文裕貴、ムネムネ役の今村彩夏、製作幹事会社であるフリューのプロデューサー・堀田章一ほか、シークレットゲストとして後手キルカ役の東城日沙子、音楽を担当する高橋邦幸、田中秀和、広川恵一（MONACA）、司会をavexの村上貴志が務め、それぞれ製作秘話や作品への想いなどが語られた。
TVアニメ「灼熱の卓球娘」スペシャルイベント『雀が原中学vsもず山中学』
2017年3月5日に舞浜アンフィシアターにて、昼の部、夜の部の2部構成で開催されたイベント。雀が原中学およびもず山中学それぞれのキャスト陣によるトーク、卓球勝負、Wake Up, Girls! も加えてのライブなどが行われた。夜の部の映像を収録した映像がBlu-rayで発売。

## 世界卓球選手権とのコラボ
世界卓球にあわせ、コラボ企画が行われている。
- 世界卓球2017では、『ジャンプスクエア』2017年6月号に特別読み切りを掲載、テレビ東京の世界卓球2017Webサイトに単行本1巻の試し読みを掲載[194]。またキネマシトラスによるイラストが掲載[195]。
- 世界卓球2018では、朝野やぐらおよびキネマシトラスによる描き下ろしイラストを掲載[196]、また集英社のスポーツ総合雑誌スポルティーバ公式サイトに原作の一部を期間限定無料連載[197]。